# Isao Taira
Isao Taira (たいらいさお, Taira Isao), né le 11 février 1953 à la préfecture de Nagasaki. Il est un chanteur japonais spécialisé dans les musiques d'anime. Son frère est Kouji Taira (平浩二).

## Liste des chansons pouranime
1980:
- Muteki Robo Trider G7
  - Trider G7 no Tema (トライダーG7のテーマ) (Générique de début)
  - Ore wa Shachou da (俺は社長だ) (Générique de fin)
- Densetsu Kyojin Ideon (Space Runaway Ideon)
  - Fukkatsu no Ideon (復活のイデオン) (Générique de début)

1981:
- Saikyou Robo Daiohja
  - Saikyou Robo Daiohja (最強ロボダイオージャ) (Générique de début)
  - Minna de Odorou Valjean Rock (みんなで踊ろうバルジャンロック)
  - Yokattane Uchuu (ヨカッタネ宇宙) (Générique de fin)
- Mechakko Dotakon
  - Oira wa Dotakon (おいらはドタコン) (Générique de début)
  - Mechakko Rock 'n' Roll (めちゃっこロックンロール)
  - Dotakon Ondou (ドタコン音頭) (avec Kaoru Fujimon) (Générique de 2e fin)
- Ginga Senpuu Braiger
  - Ginga Senpuu Braiger (銀河旋風ブライガー) (Générique de début)
  - Sasurai Kidd (さすらいキッド) (Générique de 1er fin)

1982:
- Makyou Densetsu Acrobunch (L'Empire des Cinq)
  - Nagisa ni Hitori (渚にひとり) (Générique de fin)
- Anime Yasei no Sakebi
  - Ai suru Chikyuu no Uede (愛する地球の上で) (Générique de début)
  - Shiki no Rondo (四季のロンド) (Générique de fin)